# 上土居村
上土居村（かみつちいむら）は、かつて岐阜県稲葉郡にあった村である。
現在の岐阜市上土居などに該当する。
当村発足時は方県郡の村であったが、郡の合併で稲葉郡の村となった。

## 歴史
- 1889年（明治22年）7月1日 - 町村制により上土居村が発足。
- 1897年（明治30年）4月1日[2] - 方県郡の一部、厚見郡、各務郡が合併し、稲葉郡となる。当村は稲葉郡となる。
- 1897年（明治30年）4月1日 - 城田寺村、打越村、椿洞村と合併し、常磐村が発足。同日上土居村は廃止。